# Monampteuil
Monampteuil est une commune française située dans le département de l'Aisne, en région Hauts-de-France.

### Communes limitrophes

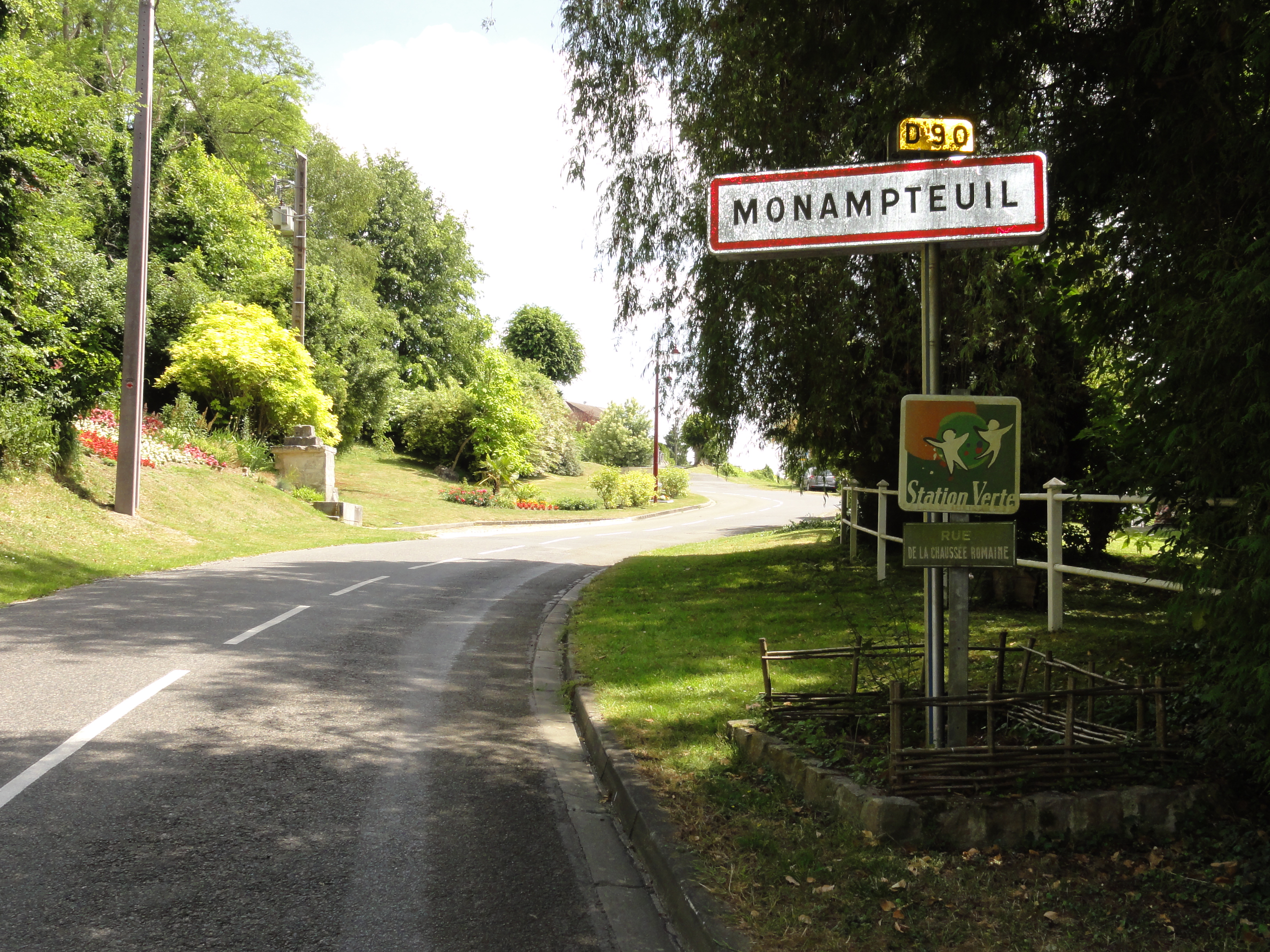
Entrée de Monampteuil.

## Géographie

### Hydrographie
La commune est située dans le bassin Seine-Normandie. Elle est drainée par le canal de l'Oise à l'Aisne, l'Ailette, la rigole d'alimentation de l'Ailette, le cours d'eau 01 de la commune de Chevregny,,.
Le canal de l'Oise à l'Aisne est un canal à bief de partage au gabarit Freycinet reliant les vallées de l'Oise et de l'Aisne. Il relie les communes d'Abbécourt et de Bourg-et-Comin en passant sous le tristement célèbre « Chemin des Dames ».
L'Ailette, d'une longueur de 59 km, prend sa source dans la commune de Sainte-Croix et se jette  dans l'Oise (rive gauche) à Quierzy, après avoir traversé 36 communes. Les caractéristiques hydrologiques de l'Ailette sont données par la station hydrologique située sur la commune d'Urcel. Le débit moyen mensuel est de 0,376 m3/s. Le débit moyen journalier maximum est de 6,04 m3/s, atteint lors de la crue du 15 octobre 1987. Le débit instantané maximal est quant à lui de 6,85 m3/s, atteint le même jour.

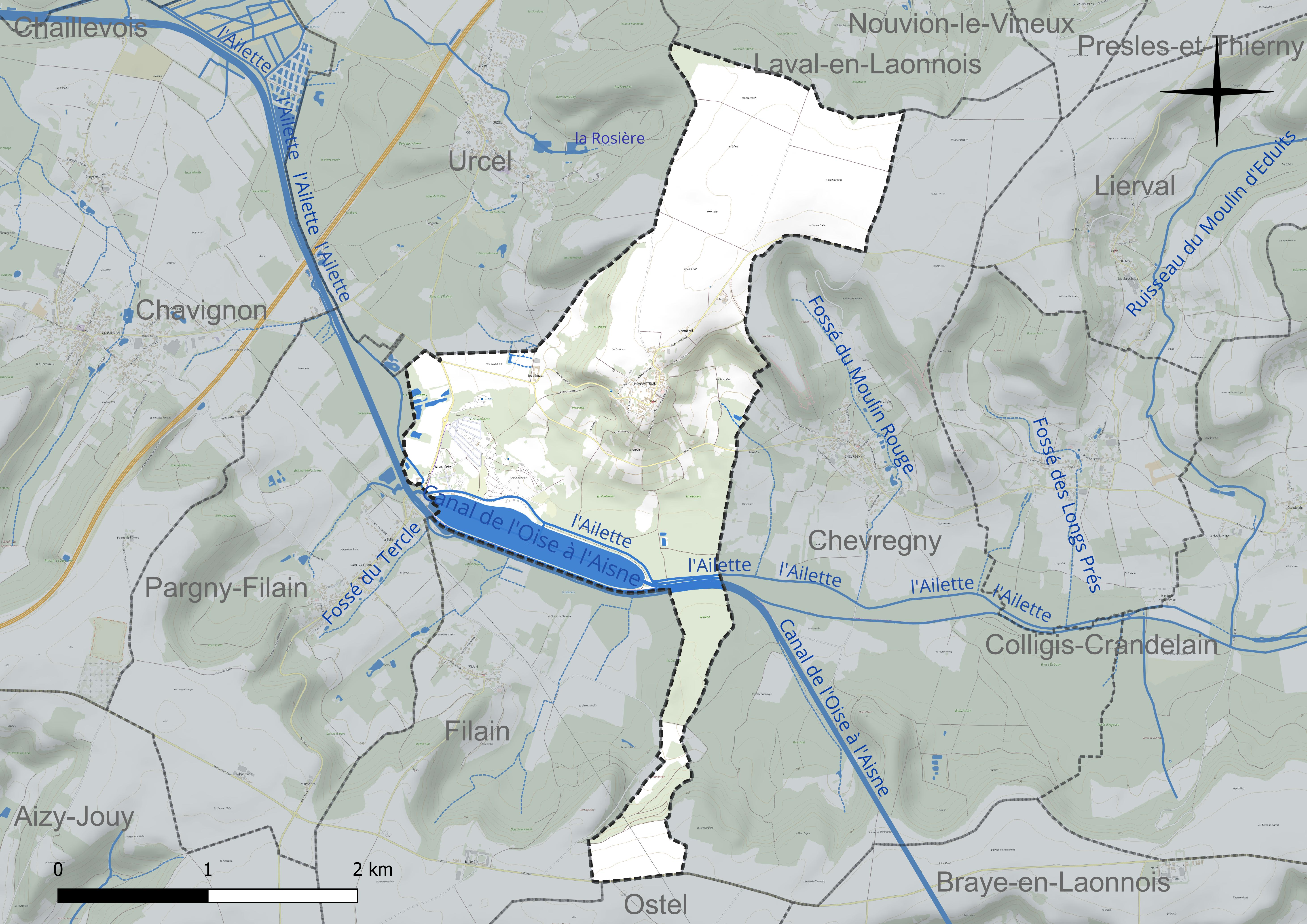
Réseau hydrographique de Monampteuil.

Un plan d'eau complète le réseau hydrographique : le bassin de Monampteuil, d'une superficie totale de 31,7 ha (31,3 ha sur la commune),.

### Climat
Pour des articles plus généraux, voir Climat des Hauts-de-France et Climat de l'Aisne.
En 2010, le climat de la commune est de type climat océanique dégradé des plaines du Centre et du Nord, selon une étude du CNRS s'appuyant sur une série de données couvrant la période 1971-2000. En 2020, Météo-France publie une typologie des climats de la France métropolitaine dans laquelle la commune est exposée à un climat océanique altéré et est dans la région climatique Nord-est du bassin Parisien, caractérisée par un ensoleillement médiocre, une pluviométrie moyenne régulièrement répartie au cours de l'année et un hiver froid (3 °C).
Pour la période 1971-2000, la température annuelle moyenne est de 10,3 °C, avec une amplitude thermique annuelle de 14,8 °C. Le cumul annuel moyen de précipitations est de 737 mm, avec 11,8 jours de précipitations en janvier et 8,4 jours en juillet. Pour la période 1991-2020, la température moyenne annuelle observée sur la station météorologique la plus proche, située sur la commune de Martigny-Courpierre à 8 km à vol d'oiseau, est de 10,7 °C et le cumul annuel moyen de précipitations est de 734,4 mm,. Pour l'avenir, les paramètres climatiques de la commune estimés pour 2050 selon différents scénarios d'émission de gaz à effet de serre sont consultables sur un site dédié publié par Météo-France en novembre 2022.

## Urbanisme

### Typologie
Au 1er janvier 2024, Monampteuil est catégorisée commune rurale à habitat dispersé, selon la nouvelle grille communale de densité à 7 niveaux définie par l'Insee en 2022.
Elle est située hors unité urbaine. Par ailleurs la commune fait partie de l'aire d'attraction de Laon, dont elle est une commune de la couronne,. Cette aire, qui regroupe 106 communes, est catégorisée dans les aires de 50 000 à moins de 200 000 habitants,.

### Occupation des sols
L'occupation des sols de la commune, telle qu'elle ressort de la base de données européenne d'occupation biophysique des sols Corine Land Cover (CLC), est marquée par l'importance des territoires agricoles (56,7 % en 2018), une proportion sensiblement équivalente à celle de 1990 (56,2 %). La répartition détaillée en 2018 est la suivante : 
terres arables (50,7 %), forêts (31,1 %), eaux continentales (6,2 %), zones agricoles hétérogènes (5,9 %), espaces verts artificialisés, non agricoles (4,8 %), zones urbanisées (1,2 %), prairies (0,1 %).
L'évolution de l'occupation des sols de la commune et de ses infrastructures peut être observée sur les différentes représentations cartographiques du territoire : la carte de Cassini (XVIIIe siècle), la carte d'état-major (1820-1866) et les cartes ou photos aériennes de l'IGN pour la période actuelle (1950 à aujourd'hui).

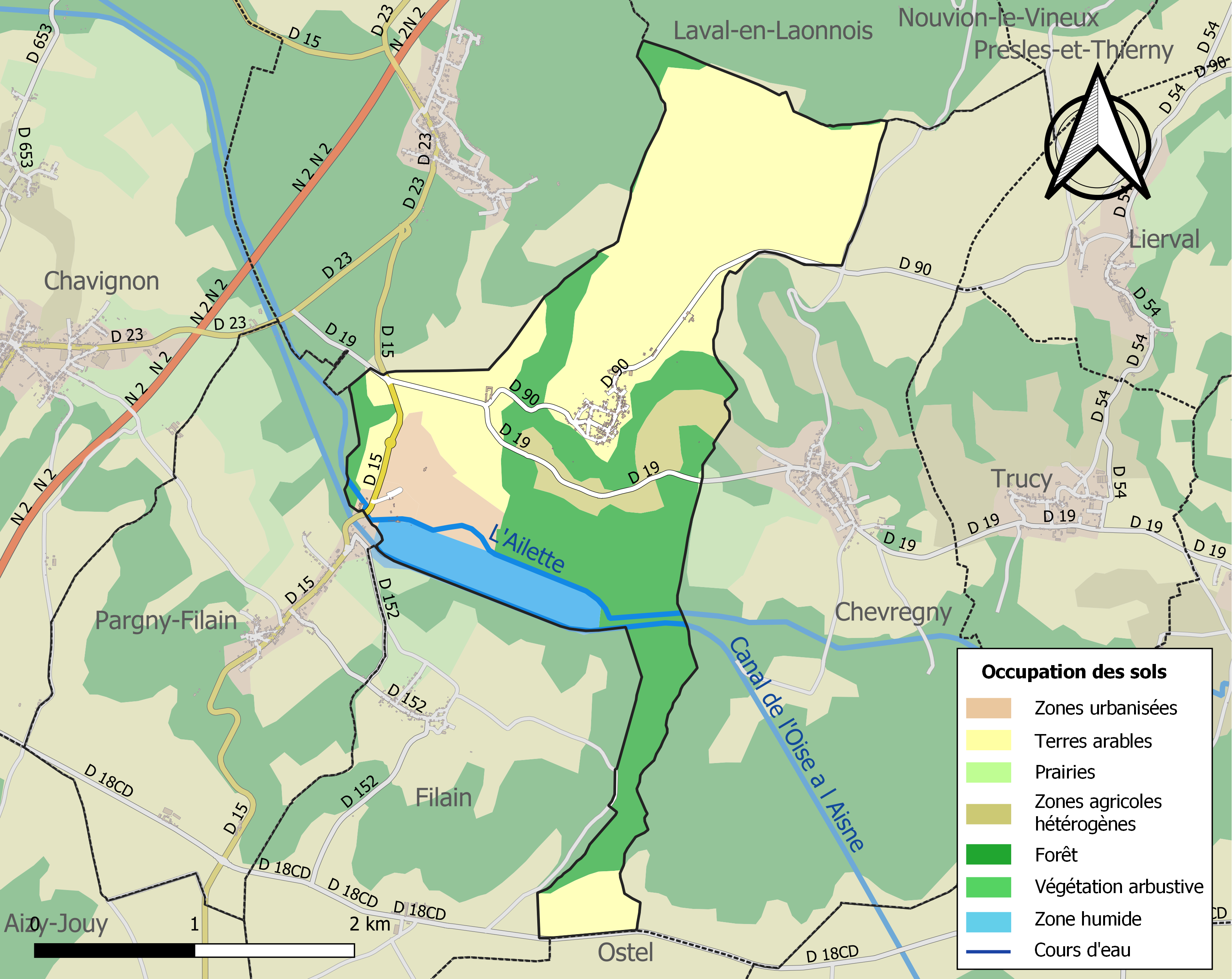
Carte de l'occupation des sols de la commune en 2018 (CLC).

## Toponymie
Le nom de la localité est attesté sous les formes Mons Nantolium (973) ; Villa Nantolii (979) ; Natolium (1125) ; Mons Nantolli (1128) ; Mons Nantherii (1136) ; Monantilium (1149) ; Mons Nantholii (1206) ; Monnantuel (1208) ; Monantuel (1240) ; Montnantuel (1265) ; Montnanthueil, Montnanthueu (1363) ; Monnanthueil (1405) ; Monnanthuel (1419) ; Montnapteul (1433) ; Monnanteuil (1452) ; Montnantueil (1493) ; Montnampteul (1496) ; Montnantheul (1517) ; Monanteuille, Montnampteuil (1523) ; Monantheul (1527) ; Montnanteuil-sur-Praesle-l'Évesque (1537) ; Monanthueil (1540) ; Montnanteuil (1550) ; Monantheulles (1563) ; Monnantheuille (1568) ; Monantheuille (1564) ; Monanteuil (1662) ; Monamteuil (1687).
Du latin montem « mont » et * Nant - o - ialo , qui est gaulois , nanto « vallée » et -o - ialo « clairière ».
L'Aisne compte près de la moitié des toponymes formés sur nanto–ialo, ayant donné des noms en Nanteuil.

## Histoire
Par arrêté préfectoral du 20 décembre 2016, la commune est détachée le 1er janvier 2017 de l'arrondissement de Laon pour intégrer l'arrondissement de Soissons.

## Politique et administration

### Découpage territorial
La commune de Monampteuil est membre de la communauté de communes du Val de l'Aisne, un établissement public de coopération intercommunale (EPCI) à fiscalité propre créé le 28 décembre 1994 dont le siège est à Presles-et-Boves. Ce dernier est par ailleurs membre d'autres groupements intercommunaux.
Sur le plan administratif, elle est rattachée à l'arrondissement de Soissons, au département de l'Aisne et à la région Hauts-de-France. Sur le plan électoral, elle dépend du  canton de Fère-en-Tardenois pour l'élection des conseillers départementaux, depuis le redécoupage cantonal de 2014 entré en vigueur en 2015, et de la première circonscription de l'Aisne  pour les élections législatives, depuis le dernier découpage électoral de 2010.

### Administration municipale
| Période                                  | Période                       | Identité        | Étiquette | Qualité                                    |
| ---------------------------------------- | ----------------------------- | --------------- | --------- | ------------------------------------------ |
| Les données manquantes sont à compléter. |                               |                 |           |                                            |
| avant 1878                               | après 1879                    | Pinson          |           |                                            |
| mars 2001                                | mars 2008                     | Gérard Carlier  |           |                                            |
| mars 2008                                | mai 2020                      | Claude Courtet  | DVG       | Retraité Réélu(e) pour le mandat 2014-2020 |
| mai 2020                                 | En cours (au 13 juillet 2020) | Joël Chevillard |           |                                            |

## Démographie
L'évolution du nombre d'habitants est connue à travers les recensements de la population effectués dans la commune depuis 1793. Pour les communes de moins de 10 000 habitants, une enquête de recensement portant sur toute la population est réalisée tous les cinq ans, les populations de référence des années intermédiaires étant quant à elles estimées par interpolation ou extrapolation. Pour la commune, le premier recensement exhaustif entrant dans le cadre du nouveau dispositif a été réalisé en 2005.

En 2022, la commune comptait 123 habitants, en évolution de −6,11 % par rapport à 2016 (Aisne : −1,97 %, France hors Mayotte : +2,11 %).
| 1793 | 1800 | 1806 | 1821 | 1831 | 1836 | 1841 | 1846 | 1851 |
| ---- | ---- | ---- | ---- | ---- | ---- | ---- | ---- | ---- |
| 450  | 438  | 417  | 461  | 456  | 451  | 454  | 428  | 429  |

| 1856 | 1861 | 1866 | 1872 | 1876 | 1881 | 1886 | 1891 | 1896 |
| ---- | ---- | ---- | ---- | ---- | ---- | ---- | ---- | ---- |
| 409  | 413  | 382  | 372  | 356  | 358  | 351  | 311  | 301  |

| 1901 | 1906 | 1911 | 1921 | 1926 | 1931 | 1936 | 1946 | 1954 |
| ---- | ---- | ---- | ---- | ---- | ---- | ---- | ---- | ---- |
| 320  | 311  | 273  | 101  | 161  | 183  | 140  | 139  | 132  |

| 1962 | 1968 | 1975 | 1982 | 1990 | 1999 | 2005 | 2006 | 2010 |
| ---- | ---- | ---- | ---- | ---- | ---- | ---- | ---- | ---- |
| 134  | 113  | 126  | 113  | 123  | 154  | 134  | 132  | 137  |

| 2015 | 2020 | 2022 | - | - | - | - | - | - |
| ---- | ---- | ---- | - | - | - | - | - | - |
| 131  | 124  | 123  | - | - | - | - | - | - |

## Lieux et monuments
- Église Notre-Dame-de-l'Assomption de Monampteuil.
- Monument aux morts.
- Tour-pigeonnier de ferme.
- Plan d'eau et base de Loisirs Axo Plage.

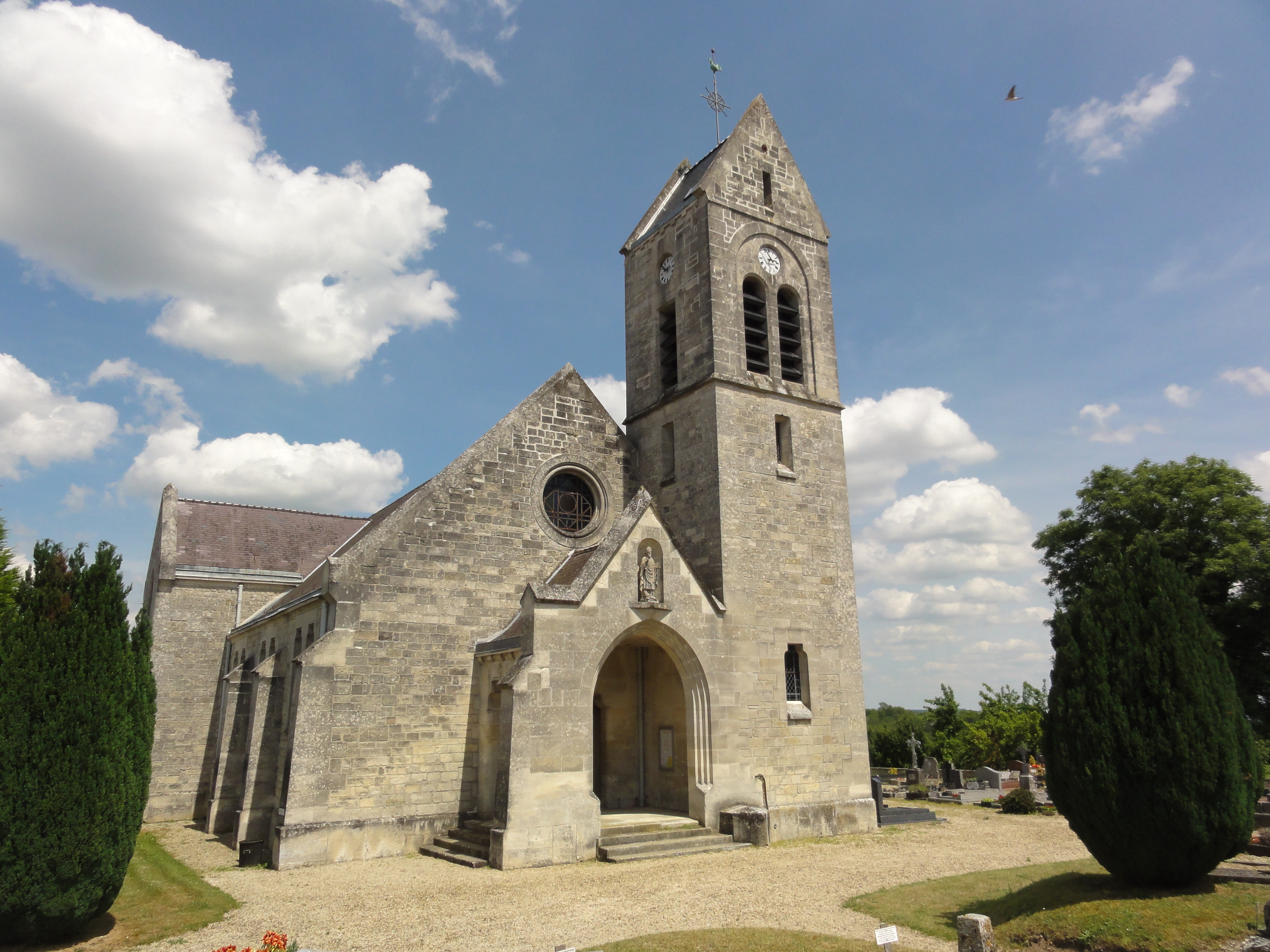
Église Notre-Dame.
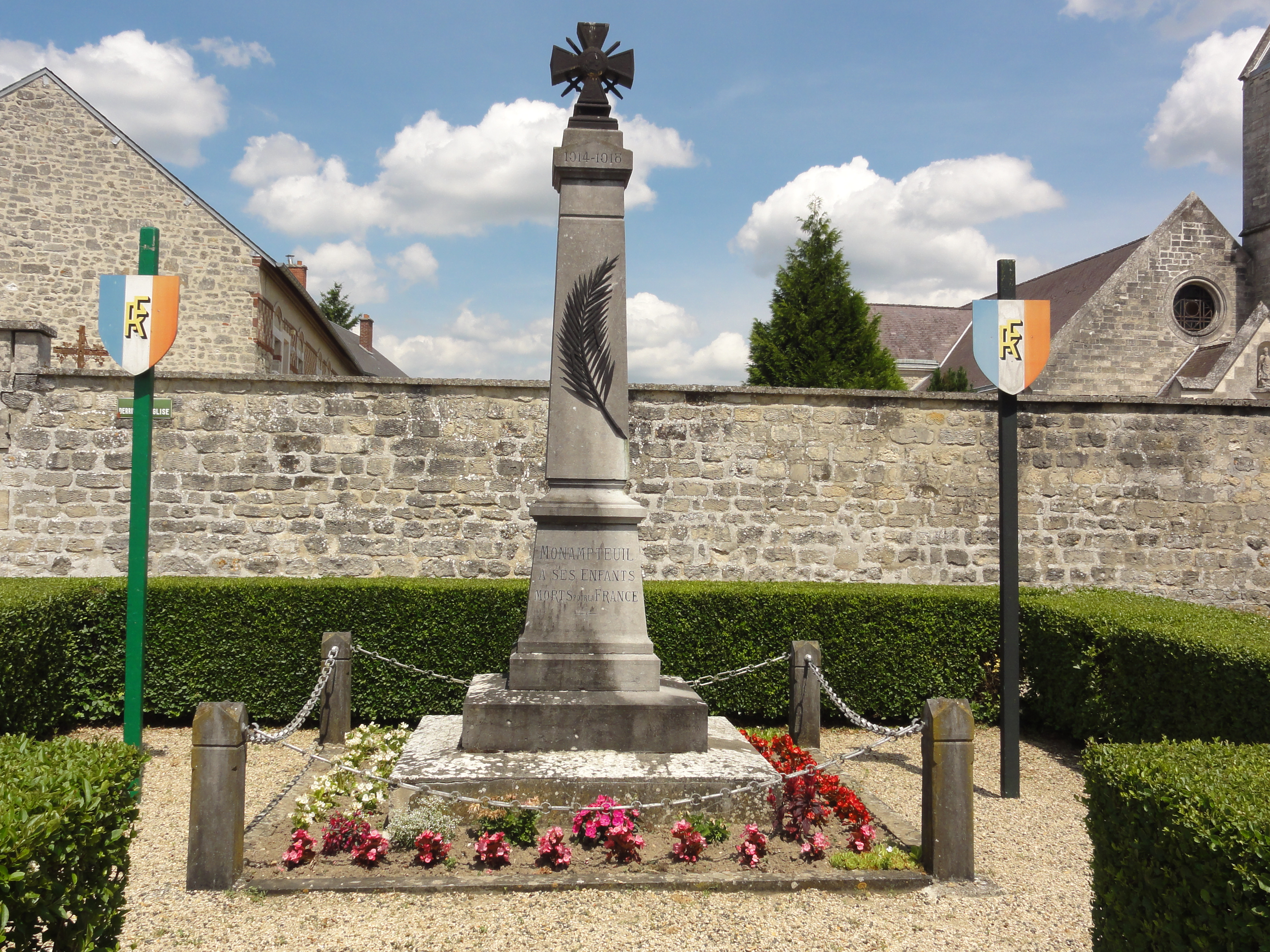
Monument aux morts.
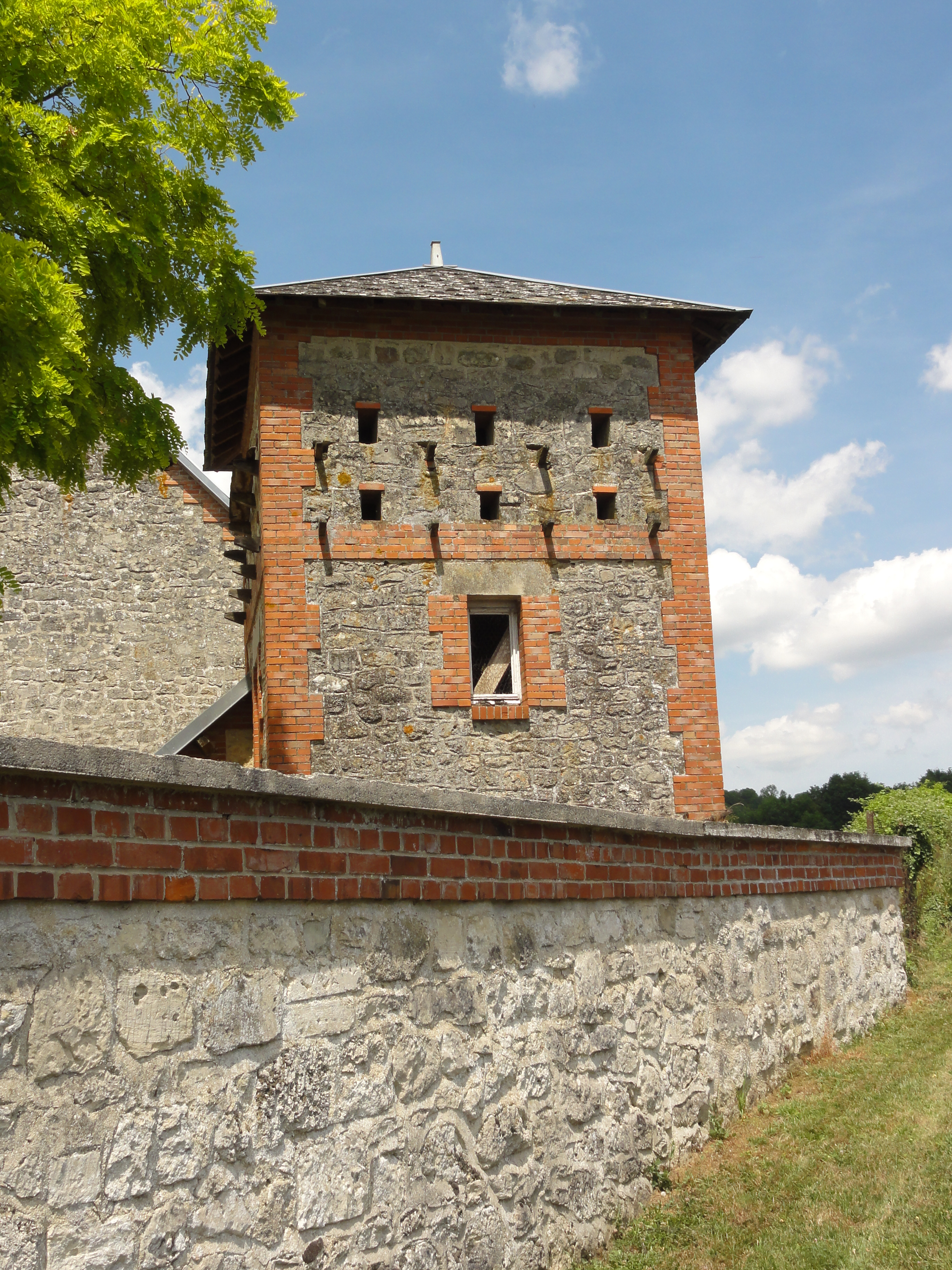
Tour-pigeonnier de ferme.

## Personnalités liées à la commune
- Joseph Legros (1730–1793), première haute-contre de l'Académie Royale de Musique, né à Monampteuil.